# Dionysius Thrax
Dionysius Thrax (Grieks: Διονύσιος ὁ Θρᾷξ) (170 v.Chr. ‑ 90 v.Chr.) was een Griekse taalkundige uit Thracië. Over het algemeen wordt aangenomen dat hij eerst in Alexandrië en later op het eiland Rodos heeft gewoond en gewerkt. 
Dionysius Thrax is vooral bekend vanwege de oudste bekende grammatica van het Oudgrieks, de Ars grammatica (Grieks: Τέχνη Γραμματική) geheten. Hoewel dit werk volledig aan hemzelf wordt toegeschreven, bestaat er op grond van de inhoud tegenwoordig twijfel over de vraag of de Ars grammatica inderdaad uitsluitend van de hand van Dionysius is. De inleiding die specifiek ingaat op klanken en lettergrepen is namelijk vooral literair van aard, waarna er een technisch gedeelte over de morfologie van het Oudgrieks volgt. Thrax verwijst in de inleiding expliciet naar de poëzie en proza van zijn tijd, met de vermelding dat het hem in het bijzonder gaat om het toegankelijk maken van de in het Episch Grieks geschreven klassieke Griekse literatuur (zoals de werken van Homerus) voor het grote publiek, ofwel voor de sprekers van het Koinè. Griekse literaire beschouwingen kwamen daarnaast veel voor in de tijd van Thrax.

## Overlevering
Er is geen autograaf bewaard van de Tekhnè grammatikè. De bewaarde handschriften dateren uit de 10e tot en met de 18e eeuw. Daarnaast zijn er ook enkele oudere vertalingen. De oudste hiervan is een Armeense vertaling uit de 6e eeuw. Daarnaast zijn er ook nog twee Syrische vertalingen gevonden uit de 7e en 9e eeuw.[1]

## Authenticiteitskwestie

### Primaire bronnen
Wie de auteur is van de Tekhnè grammatikè is een vraagstuk dat al bestaat sinds de oudheid.[1] Het grootste probleem met het vaststellen van de auteur is het gebrek aan bronmateriaal uit Dionysius’ periode - of kort daarna – van de Tekhnè grammatikè. 
De vroegste referentie naar de Tekhnè grammatikè is te vinden bij Varro; zijn definitie van grammatica lijkt volgens Hyginus Funaioli (1907) verdacht veel op die van Dionysius:
Scientia eorum quae a poetis historicis oratoribusque dicuntur ex parte maiore […][2]
Ook Sextus Empiricus[3] citeert Dionysius’ definitie van grammatica:
57 […] Διονύσιος μὲν οὖν ὁ Θρᾷξ ἐν τοῖς παραγγέλμασί φησι “γραμματική ἐστιν ἐμπειρία ὡς ἐπὶ τὸπλεῖστον τῶν παρὰ ποιηταῖς τε καὶ συγγραφεῦσι λεγομένων,” συγγραφεῖς καλῶν, ὡς ἔστιν ἐκ τῆς πρὸςτοὺς ποιητὰς ἀντεμφάσεως πρόδηλον, οὐκ ἄλλους τινὰς ἢ τοὺς καταλογάδην πραγματευσαμένους. 
57 […] Now Dionysius “the Thracian” says in his Directions that “Grammar” is mainly expertness regarding the language of poets and composers,” meaning by “composers” (as is plain from its contrast with “poets”) none others than the writers in prose.
Dit is een zeer letterlijke parafrase van wat in paragraaf 1 te vinden is bij Dionysius Thrax:
Γραμματική ἐστιν ἐμπειρία τῶν παρὰ ποιηταῖς τε καὶ συγγραφεῦσιν ὡς ἐπὶ τὸ πολὺ λεγομένων.[4]
Grammatica is de proefondervindelijke kennis van wat bij dichters en prozaschrijvers het meest gebruikelijk is.[5]
Sextus Empiricus breidt zijn commentaar verder uit door kritiek te geven op Dionysius’ indeling van wat grammatica is. Opvallend genoeg wordt hoofdstuk 6 achterwege gelaten, hoewel deze ook van belang is voor Empiricus’ indeling van grammatica.[6]
Sterker nog, de vroegste quotering van eender welk hoofdstuk na hoofdstuk 5 dateert van de 5e of 6e eeuw n.C.[7] Het weglaten van de overige hoofdstukken zou te wijten kunnen zijn aan het feit dat er een duidelijk gebrek aan samenhang is tussen hoofdstukken 1-5 en de rest.[8] Dit gebrek aan samenhang is dan ook een belangrijk in de authenticiteitskwestie van de Tekhnè grammatikè. Waarom deze twee delen zo verschillen is niet zeker, hoewel geleerden de gewoonte kennen bij het bespreken van de Tekhnè grammatikè deze twee delen apart te beschouwen en bespreken.

### Scholia
Twee scholia in de manuscripten van de Tekhnè grammatikè lijken een oplossing voor dit probleem te bieden. Uit deze scholia blijkt dat het auteurschap van de Tekhnè grammatikè een al sinds de oudheid lastig probleem is. Deze twee scholia beweren dat er vóór hen geleerden (τινες) geweest zijn die op hun beurt beweerden dat Apollonius Dyscolus (een van de οἱ τεχνικοί) een andere visie aan Dionysius Thrax toeschrijft dan wat te vinden is in de Tekhnè grammatikè. Op basis hiervan concluderen beide scholia dat Dionysius Thrax niet de auteur is van de Tekhnè grammatikè, maar dat ergens, tussen de periode van grammatici en de periode van deze scholia, de twee Dionysiussen door elkaar zijn gehaald. De ene zou de auteur van de Tekhnè grammatikè en leerling van Aristarchus, en de andere zou, wiens opvattingen lijken te verschillen van die van de Tekhnè grammatikè, Dionysius Thrax zijn. 

### Huidig debat
Dionysius’ werk werd voor het eerst gepubliceerd in 1715 door Johan Albert Fabricius, gevolgd door edities van Immanuel Bekker (1816) en Gustav Uhlig (1883).[1] Lange tijd werd het werk als authentiek beschouwd. Goettling (1822) was de eerste geleerde die de authenticiteit in twijfel stelde, hoewel Moritz Schmidt in (1852) deze twijfels weer naar de achtergrond bracht, totdat Vincenzo Di Benedetto halverwege de 20e eeuw de authenticiteitsvraag opnieuw op de agenda zette.[2] Zo zou Di Benedetto ook de feitelijkheid van de twee scholia verdedigen, die[TV1]  geleerden als Rudolf Pfeiffer en Hartmut Erbse vóór hem in twijfel hadden getrokken.[3] De discussie valt zeker nog te beslechten. Een latere datering van de Tekhnè grammatikè zou enigszins opmerkelijke gevolgen hebben voor de interpretatie van de geschiedenis van het taaldenken uit de oudheid.[4]
Voor een volledige historiek van de discussie zie: Barreto, 1979 – 1980: 17-22, Kemp 1991: 307-315, Robins 1995, Seldeslachts, Swiggers en Wouters 1998
[1] Swiggers, 1998, XI
[2] Kemp, 1991, p.307
[3] Funaioli, 1907, p265
[4] Sextus Empiricus (Bury): adversus grammaticos, 1961, paragraaf s58
[5] Grammatici Graeci, volume 1, 1
[6] Swiggers, 1998, p22
[7] Kemp, 1991, p.310
[8] Kemp, 1991, p.310
[9] Swiggers, 1998, XVIII
[10]  Bekker, 1816; Uhlig, 1883
[11] Schmidt, 1852 en 1853; Robins, 1995, p18
[12] Swiggers XXI: Reactie op Pfeiffer en Erbse over scholia
[13] Fehling, 1979, p489